# 体当たり攻撃

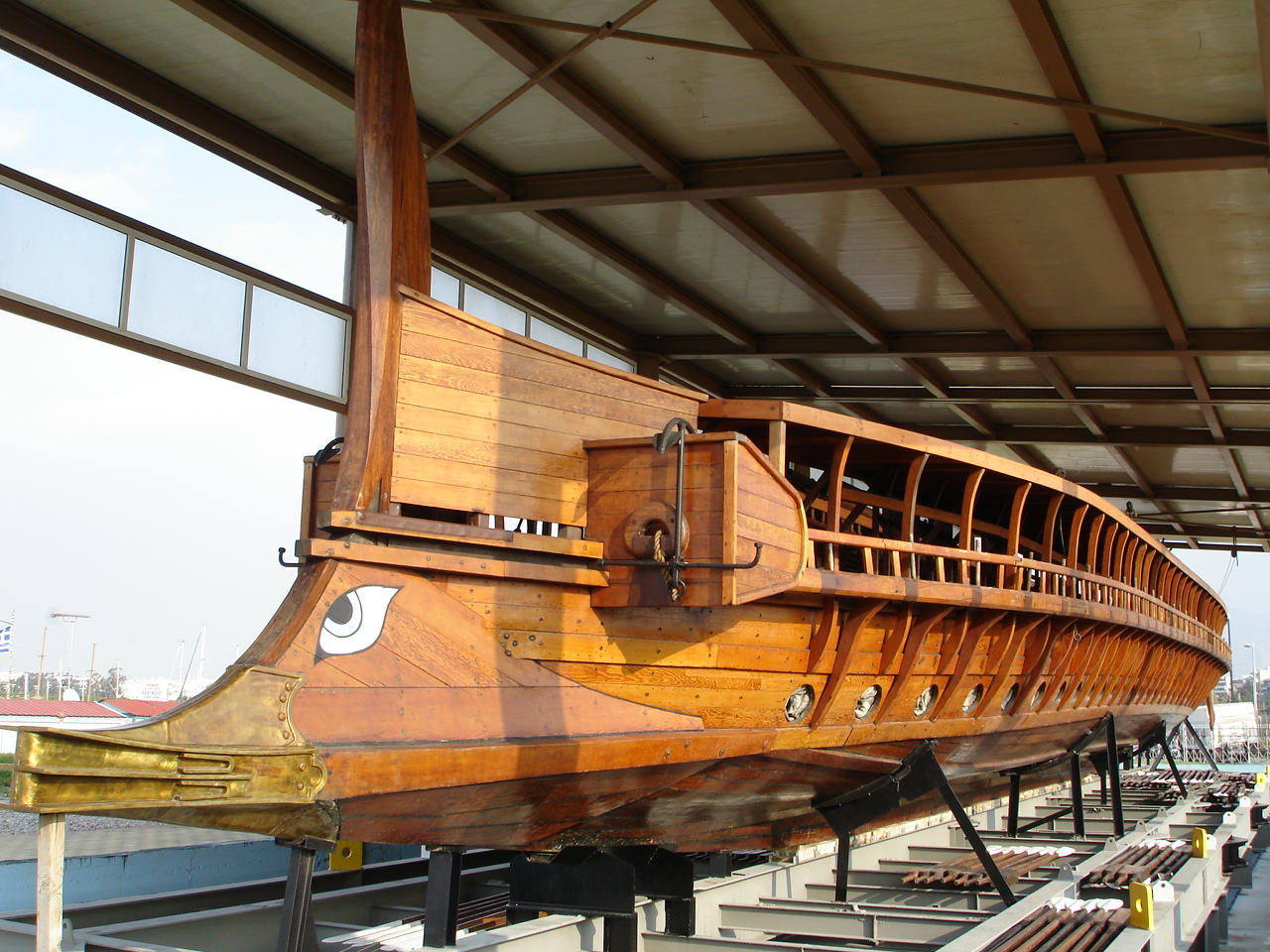
古代アテネの三段櫂船を復元した船、オリンピアスの衝角

戦争における体当たり攻撃（たいあたりこうげき）とは陸海空の戦闘で使われた手法である。英語で体当たりを指す"Ramming"は、衝撃を与えて要塞を打ち砕くために使われた包囲攻撃用の武器である破城槌（"battering ram"）から来ている。戦争では、体当たりとは対象に自らぶつかって攻撃するものと見なされている。
今日も、携帯式の破城槌は、警察や軍隊が門扉を突破する際に用いる道具のひとつである。犯罪者による不法侵入でも、建物内に押し入るために車輌による体当たりが用いられている。
最初から人間を乗せずに体当たり攻撃する無人兵器もあるほか、攻撃側が装甲などで高い耐久力を備えていたり、乗員が衝突直前に脱出したりすれば、乗員が生存したうえで戦果を上げることができる。一方、乗員が死を覚悟して航空機や高速ボートで敵の軍艦などに突入する戦法は「特別攻撃（特攻）」と呼ばれることもある。特に第二次世界大戦時に大日本帝国海軍の神風特別攻撃隊が行ったことで有名である。ここから転じて、無謀な突撃のことをkamikazeと呼ぶことがある。またテロリストが爆薬を積んだ自動車で自爆テロを行う事例もある。

## 海上戦

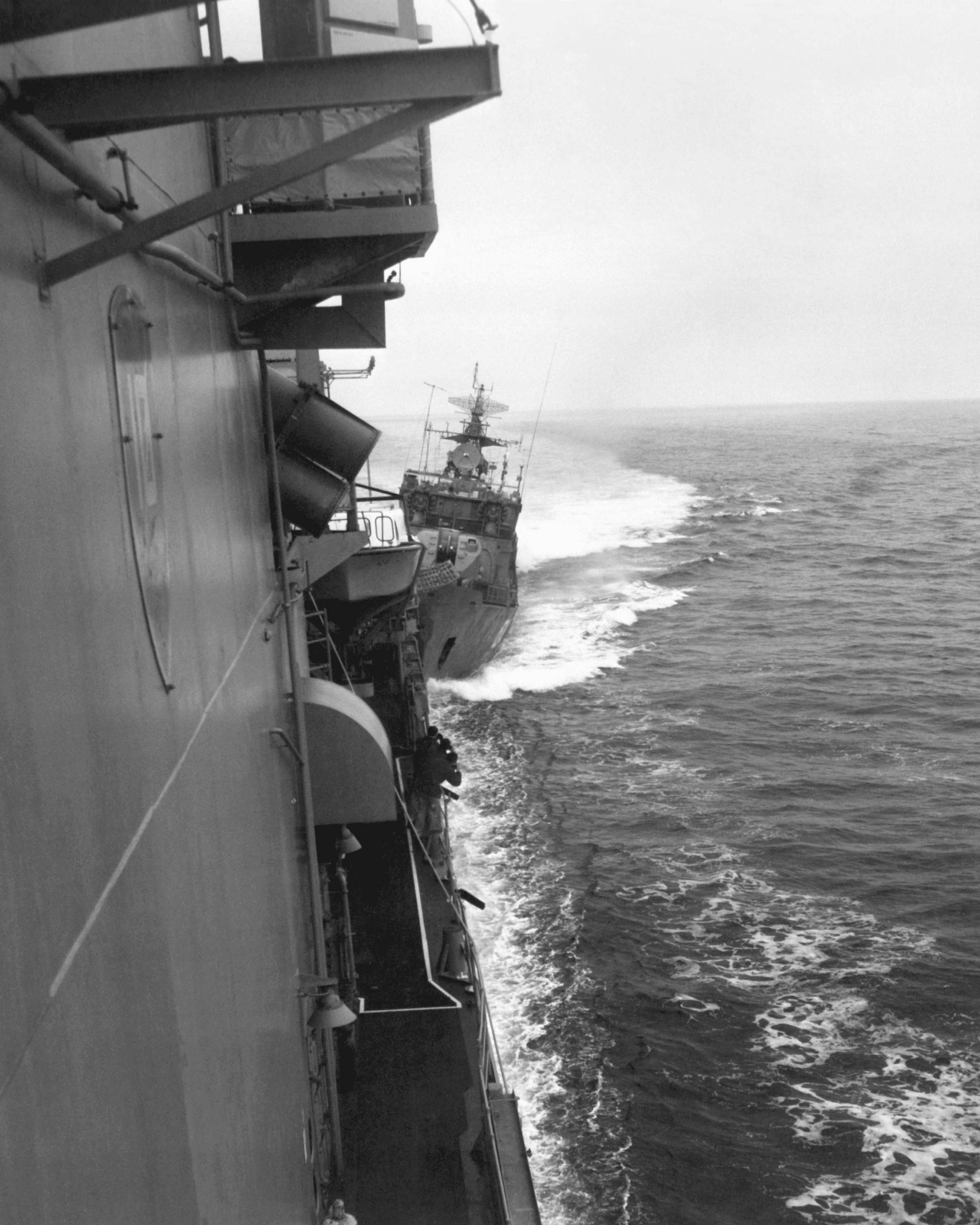
ソビエト連邦に所属するミルカ型フリゲート（SKR-6）が体当たりする際の光景をアメリカ海軍の駆逐艦カロンから眺める。1988年2月12日

衝角攻撃は水線下に浸水をもたらす攻撃法としてはるか昔から普通に使われ、ローマ帝国のガレー船の重要な兵器であった。古代ギリシアもまた三段オールのガレー船を体当たりのために使った。古代中国では竜骨がなかったため、またジャンク船が平坦な構造で、長い水面下の突出部を作るのに適していなかったために広く知られていなかった。
しかし、近現代の有名な軍艦によって初めて使用された記録があるのはアメリカの南北戦争の、ハンプトン・ローズ海戦である。アメリカ連合国軍の装甲艦バージニアが、北軍のフリゲート艦カンバーランドを攻撃し、ほとんどすぐに沈めた。また南部連合の技術者であるシンガー（E.C.Singer、アイザック・シンガーの甥）により考案された外装水雷が半潜水型の水雷艇に取り付けられ成果を上げた。
戦時におけるもう一つの重要な衝角の成功は、イタリアとオーストリア間のリッサ海戦である。イタリアの装甲艦Re d'Italiaは船尾に砲撃を受けて損傷しており、操舵できなかった。無力なまま海に漂っていたところ、オーストリアの海軍将校ヴィルヘルム・フォン・テゲトフ率いる旗艦、フェルディナント マックスにより艦の中央部を攻撃された。オーストリア艦はイタリア艦を転覆させて沈め、無傷で帰還した。
南米の太平洋戦争ではペルーの装甲艦ワスカルがチリの帆装艦エスメラルダを何度も体当りし、この木製の蒸気・風力併用の艦を沈めた。
第一次世界大戦ではドレッドノートがドイツの潜水艦U-29に体当りし、沈めた。しかしこれは艦首の想定外の使用法であった。1918年にはオリンピックがU103に体当りした。
第二次世界大戦ではイギリス海軍がしばしば体当たりを敢行したが、体当たりした側も深刻なダメージを受けるという事態が多発した。特に駆逐艦に被害が相次ぐ中、1943年初頭、イギリス海軍は公式に、軽量に設計された駆逐艦がこの戦術を取ることを非推奨とした。たとえば、HMS Hesperusは1942年12月にU-357を沈めると三ヶ月間乾ドックに入り、HMS ハーヴェスターは1943年3月にU-444へ体当りしプロペラを失い、魚雷攻撃を受けて沈んだ。USS Buckleyは、1944年4月22日、U-66に体当りしてこれを沈めたが、その後修理に約1ヶ月を要した。HMS EastonはU-458に体当りした。
1943年1月29日、ガダルカナル島でのケ号作戦にて伊号第一潜水艦はニュージーランドの掃海艦であるHMNZS キウィとHMNZS モアに攻撃され、ソロモン諸島湾の浅瀬に座礁、のちに沈没した。2135トンの潜水艦は掃海作業船の607トンよりも大きく、より重武装を施していた。
対潜水艦戦闘において体当たりは、駆逐艦が水中に砲撃するには潜水艦と近づきすぎていた場合の代替手段であった。この戦術は有名なイギリスの対潜水艦戦闘の専門家フレデリック・ジョン・ウォーカーにより、1941年10月から戦闘の最後まで用いられた。
第二次世界大戦中、ジョン・F・ケネディの指揮した魚雷艇であるPT-109は、日本の駆逐艦天霧に体当りされ、破壊された。ただし事件が起こったのは夜間であり、PTボートはエンジンをアイドリングさせて発見されるのを防いでいたため、天霧の攻撃が意図的であるかは疑わしい。
HMS グロウォームはドイツの巡洋艦アドミラル・ヒッパーに体当たりした。これは自暴自棄の行為として有名である。
1972年、第二次タラ戦争ではアイスランド沿岸警備隊がイギリスの漁船の網を切る妨害行動に出たことから、イギリス海軍はタグボートを護衛に付けたことで、両者の間で体当たりによる妨害が行われた。
1988年、アメリカの2隻の艦艇、スプルーアンス級駆逐艦カロン(DD-970)とタイコンデロガ級ミサイル巡洋艦ヨークタウン(CG-48) は、ウクライナのフォロス近くの黒海において、ソ連の領海を守ろうとするソ連のミルカ型フリゲート(SKR-6)、およびクリヴァク型フリゲートベズザトヴェートヌィイ(FFG 811)により、軽く体当たりを受けた。双方とも重大な被害を受けた艦艇はなかった。
イギリスとアイスランドの間で「タラ戦争」と称される漁業権紛争が生じていた当時、イギリス側の非武装のトロール船は、アイスランドの沿岸警備艇や改造トロール船と対峙することになった。イギリスは、自国の漁船を保護するため、海軍水産保護戦隊の艦艇に加え、大型の洋上タグボートや灯台船を送り込んだ。双方の間では、体当たりによる多数の接触事故が繰り返され、しばしば非常に深刻な結果に至った。
2010年には、尖閣諸島付近で違法操業していた中国船籍の漁船が、これを取り締まろうとした日本の巡視船のうち2隻に体当たりして破損させた尖閣諸島中国漁船衝突事件が発生した。
2020年3月31日、ベネズエラ海軍の哨戒艦ナイグアタは、ポルトガルのクルーズ船に停止命令をかけたが船側は無視。海軍側は体当たり攻撃をかけたが、クルーズ船は海氷がある海域でも航行できるように補強されており、仕掛けた海軍側が沈没することとなった。

## 航空戦
空中戦での体当たりは、すべての作戦が失敗した際の土壇場の作戦である。体当たりをした操縦士は航空機全体を衝角とし、プロペラや翼を敵の尾部や翼に当て、敵の操縦能力を破壊するために使う。体当たりは、操縦士が弾薬を使いきってなお敵の撃破を強く望む時や、すでに自機が救いがたい被害を受けている際に実行される。多くの体当たりは攻撃者の航空機が経済的、戦略的、戦術的に見て敵よりも価値の少ない時に行われた。例としては、操縦士の時代遅れの航空機がより優れた機体と戦う際や、一つしかエンジンを搭載していない航空機が、多くのエンジンを搭載した爆撃機と戦う際である。守備側は、侵略者よりも多く体当たりを行った。
体当たり攻撃は神風攻撃のような自殺行為としては考えられていない。非常に危険ではあるが、体当たりを行う操縦士には生き残るチャンスがある。体当たりを行った航空機が着陸操縦をこなして無事帰還することも、しばしばあった。とはいえ、多くは戦闘の損傷から、あるいは、操縦士が脱出したために喪失された。体当たりは20世紀前半の航空戦、両大戦及び戦間期に用いられた。ジェット機の時代には空中戦はスピードが上がり、体当たり攻撃を成功させることも、さらには生き残ることも不可能となり、体当たりは実用性のない時代遅れの戦術となった。
XP-79はその形状から『フライング・ラム (空飛ぶ衝角) 』と呼ばれ、高い機体強度から敵を切りつける攻撃を念頭にしているとの噂が流れたが、実際には機銃を搭載している。

## 地上戦
紀元前750年にはすでに、アッシリアの主戦力は馬に引かれた二輪のチャリオットによる軍団であった。彼らの役割は、敵の歩兵部隊が作り出す陣列を打ち崩すことだった。
第二次世界大戦では、戦車の一団が砲撃する代わりに車輌自体を用い、敵の陣地の歩兵や砲兵部隊をしばしば戦車による体当たりで轢いた。この戦術は特にソ連にて広まった。
その理由として、1936年10月29日のスペイン内戦で、ソビエト連邦のT-26が体当たり攻撃で敵のC.V.33戦車を谷に落として無力化したことから有効な戦術とみられた。ソビエト連邦の戦車乗りには体当たりの訓練が行われ、第二次世界大戦中には何百回と危険な体当たり攻撃が行われた。
ドイツのティーガーIやV号戦車パンターと直面すると、厚い装甲を貫徹する火力を欠くT-34の戦車の乗員は、よく戦車のスピードや機動性を用いてドイツ戦車に直進し、衝撃で敵の装軌部分を破壊して行動不能にするという、一か八かの賭けをとった。さらに攻撃はティーガーの砲塔を動かなくさせたり、T-34の自らの車体で動かなくしたり、砲塔の駆動部分に損傷を与え、残余のソ連軍部隊に対する危険を取り除いたりした。しかし敵の戦車に達する前にドイツの砲撃により破壊される深刻な危険もあった。加えて、特にT-34が敵の背後に走っている際に体当たりはティーガーやパンターの燃料タンクを破裂させ、火災を起こして両軍の車輌が壊れるといった事態を起こした。

## フィクションにおける体当たり攻撃
自己犠牲を伴う体当たり攻撃は強い印象を与える。第二次世界大戦における特攻は多数作品化されているほか、戦争映画、架空戦記小説、未来や宇宙などを舞台とした戦争・軍事SF作品の演出にもしばしば使われる。後者では映画『インデペンデンス・デイ』シリーズ、アニメの『宇宙戦艦ヤマト』シリーズや『機動戦士Vガンダム』などがある。